# Torn (Ednaswap)
"Torn" is een nummer geschreven door Scott Cutler, Anne Preven en Phil Thornalley. In 1993 werd het voor het eerst opgenomen door de Deense zangeres Lis Sørensen onder de titel "Brændt". In 1995 werd het opgenomen door de Amerikaanse alternatieve rockband Ednaswap, waar Cutler en Preven deel van uitmaakten, voor hun naar de band vernoemde debuutalbum. De bekendste versie is uitgebracht door de Australische zangeres en actrice Natalie Imbruglia, die het in 1997 op haar debuutalbum Left of the Middle zette. Op 27 oktober van dat jaar werd het nummer uitgebracht als haar debuutsingle.

## Achtergrond
"Torn" werd in 1993 geschreven door Scott Cutler en Anne Preven in samenwerking met producer Phil Thornalley als solonummer voor Preven. Ednaswap, de band waar Cutler en Preven op dat moment deel van uitmaakten, speelden het nummer regelmatig live. De eerste opname van het nummer is echter afkomstig van de Deense zangeres Lis Sørensen, die het onder de titel "Brændt" (Deens voor "verbrand") uitbracht. Deze versie is vertaald door Elisabeth Gjerluff Nielsen. Ednaswap bracht zelf een studioversie van het nummer uit op hun debuutalbum Ednaswap uit 1995, die werd uitgebracht als hun tweede single. Deze versie is geproduceerd door Thornalley en Cutler. Later bracht de band diverse remixen van het nummer uit als B-kanten en op hun tweede studioalbum Wacko Magneto. In 1996 werd een versie van het nummer opgenomen door de Amerikaans-Noorse zangeres Trine Rein, die hiermee de tiende plaats behaalde in Noorwegen.
In 1997 werd "Torn" gecoverd door de Australische zangeres en actrice Natalie Imbruglia voor haar debuutalbum Left of the Middle. Haar versie werd geproduceerd door Thornalley, die ook de bas- en slaggitaar op het nummer speelde, en werd opgenomen in Londen. Haar versie werd een wereldwijde hit: in thuisland Australië en in het Verenigd Koninkrijk behaalde de single de 2e positie, terwijl het in vijf landen een nummer 1-hit werd. In de Verenigde Staten kwam de single niet verder dan een bescheiden 42e positie. 
In Nederland was de single in week 51 van 1997 Alarmschijf op Radio 538 en werd een gigantische hit. De single bereikte de 2e positie in de Nederlandse Top 40 op Radio 538 en de 3e positie in de Mega Top 100 op Radio 3FM.
In België bereikte de single de nummer 1-positie in zowel de Vlaamse Ultratop 50 als de Vlaamse Radio 2 Top 30. In Wallonië werd de 5e positie bereikt. 
In 1999 werd Imbruglia voor haar versie van het nummer genomineerd voor een Grammy Award in de categorie Best Female Pop Vocal Performance, maar zij verloor deze categorie van "My Heart Will Go On" van Céline Dion. In de videoclip van het nummer is Imbruglia in een toneelstuk een koppel met de Britse acteur Jeremy Sheffield.
Andere artiesten die "Torn" gecoverd hebben, zijn onder meer The Axis of Awesome, Gogol Bordello, Megan Mullally en Casey Wilson (in de televisieserie Happy Endings) en Rogue (een Portugese versie onder de titel "O amor é ilusão").

## Hitnoteringen
Alle noteringen zijn behaald door de versie van Natalie Imbruglia.

### Nederlandse Top 40
| Hitnotering: 27-12-1997 t/m 25-04-1998 | Hitnotering: 27-12-1997 t/m 25-04-1998 | Hitnotering: 27-12-1997 t/m 25-04-1998 | Hitnotering: 27-12-1997 t/m 25-04-1998 | Hitnotering: 27-12-1997 t/m 25-04-1998 | Hitnotering: 27-12-1997 t/m 25-04-1998 | Hitnotering: 27-12-1997 t/m 25-04-1998 | Hitnotering: 27-12-1997 t/m 25-04-1998 | Hitnotering: 27-12-1997 t/m 25-04-1998 | Hitnotering: 27-12-1997 t/m 25-04-1998 | Hitnotering: 27-12-1997 t/m 25-04-1998 | Hitnotering: 27-12-1997 t/m 25-04-1998 | Hitnotering: 27-12-1997 t/m 25-04-1998 | Hitnotering: 27-12-1997 t/m 25-04-1998 | Hitnotering: 27-12-1997 t/m 25-04-1998 | Hitnotering: 27-12-1997 t/m 25-04-1998 | Hitnotering: 27-12-1997 t/m 25-04-1998 | Hitnotering: 27-12-1997 t/m 25-04-1998 | Hitnotering: 27-12-1997 t/m 25-04-1998 |
| Week                                   | 1                                      | 2                                      | 3                                      | 4                                      | 5                                      | 6                                      | 7                                      | 8                                      | 9                                      | 10                                     | 11                                     | 12                                     | 13                                     | 14                                     | 15                                     | 16                                     | 17                                     |                                        |
| -------------------------------------- | -------------------------------------- | -------------------------------------- | -------------------------------------- | -------------------------------------- | -------------------------------------- | -------------------------------------- | -------------------------------------- | -------------------------------------- | -------------------------------------- | -------------------------------------- | -------------------------------------- | -------------------------------------- | -------------------------------------- | -------------------------------------- | -------------------------------------- | -------------------------------------- | -------------------------------------- | -------------------------------------- |
| Positie                                | 29                                     | 15                                     | 3                                      | 2                                      | 3                                      | 3                                      | 3                                      | 3                                      | 3                                      | 6                                      | 6                                      | 9                                      | 18                                     | 19                                     | 37                                     | 38                                     | 39                                     | uit                                    |

### Mega Top 100
| Hitnotering: 03-01-1998 t/m 06-06-1998 | Hitnotering: 03-01-1998 t/m 06-06-1998 | Hitnotering: 03-01-1998 t/m 06-06-1998 | Hitnotering: 03-01-1998 t/m 06-06-1998 | Hitnotering: 03-01-1998 t/m 06-06-1998 | Hitnotering: 03-01-1998 t/m 06-06-1998 | Hitnotering: 03-01-1998 t/m 06-06-1998 | Hitnotering: 03-01-1998 t/m 06-06-1998 | Hitnotering: 03-01-1998 t/m 06-06-1998 | Hitnotering: 03-01-1998 t/m 06-06-1998 | Hitnotering: 03-01-1998 t/m 06-06-1998 | Hitnotering: 03-01-1998 t/m 06-06-1998 | Hitnotering: 03-01-1998 t/m 06-06-1998 |
| Week                                   | 1                                      | 2                                      | 3                                      | 4                                      | 5                                      | 6                                      | 7                                      | 8                                      | 9                                      | 10                                     | 11                                     | 12                                     |
| -------------------------------------- | -------------------------------------- | -------------------------------------- | -------------------------------------- | -------------------------------------- | -------------------------------------- | -------------------------------------- | -------------------------------------- | -------------------------------------- | -------------------------------------- | -------------------------------------- | -------------------------------------- | -------------------------------------- |
| Positie                                | 36                                     | 14                                     | 6                                      | 3                                      | 3                                      | 3                                      | 4                                      | 3                                      | 3                                      | 5                                      | 5                                      | 8                                      |
| Week                                   | 13                                     | 14                                     | 15                                     | 16                                     | 17                                     | 18                                     | 19                                     | 20                                     | 21                                     | 22                                     | 23                                     |                                        |
| Positie                                | 14                                     | 17                                     | 23                                     | 31                                     | 36                                     | 32                                     | 46                                     | 49                                     | 58                                     | 70                                     | 75                                     | uit                                    |

### NPO Radio 2 Top 2000
| Nummer met noteringen in de NPO Radio 2 Top 2000 | '99 | '00 | '01  | '02 | '03  | '04  | '05  | '06  | '07 | '08  | '09-'10 | '11  | '12  | '13  | '14  | '15  | '16  | '17  | '18  |
| ------------------------------------------------ | --- | --- | ---- | --- | ---- | ---- | ---- | ---- | --- | ---- | ------- | ---- | ---- | ---- | ---- | ---- | ---- | ---- | ---- |
| Torn                                             | 497 | 581 | 1273 | 919 | 1012 | 1093 | 1136 | 1518 | -   | 1598 | -       | 2000 | 1249 | 1496 | 1667 | 1520 | 1990 | 1903 | 1712 |

1. ↑  Een '-' betekent dat het nummer niet was genoteerd en een vetgedrukt getal geeft de hoogste notering aan.
2. ↑  Deze tabel is bijgewerkt tot en met de laatste editie (2024).